# The Myth of National Defense
The Myth of National Defense (El mito de la defensa nacional) es un libro editado por Hans-Hermann Hoppe, publicado en 2003 por el Ludwig von Mises Institute, con la contribución de varios prominentes anarcocapitalistas, sobre las ventajas de la sustitución de los organismos de defensa del gobierno por agencias privadas de defensa. Hoppe sostiene que es peligroso dar el monopolio del poder sobre el uso de la fuerza a cualquier entidad, ya que entonces nada evita que se sea víctima de abuso. 
El libro dispone de análisis teóricos y ejemplos históricos de cómo las fuerzas de defensa privada son 
realmente superiores a las fuerzas del gobierno en muchas maneras, incluyendo el carácter menos destructivo de los posibles conflictos entre estas, etc. En contraste con el libro Monarquía, democracia y orden natural, del que se entiende es una continuación, Andy Duncan, anota que, "El único inconveniente es que hace falta la unidad orgánica del primer libro del profesor sobre la democracia, sobre todo 
porque falló en no escribirlo todo él mismo."

## Contenido
- Introducción de Hans-Hermann Hoppe

Haciendo al Estado, haciendo la guerra
- Capítulo 1 – El problema de la seguridad; historicidad del Estado y el "realismo europeo", por  Luigi Marco Bassani y Carlo Lottieri
- Capítulo 2 – Guerra, paz, y el Estado, por Murray N. Rothbard (póstumo)

Formas de gobierno, guerra y estrategia
- Capítulo 3 – Monarquía y guerra, por Erik von Kuehnelt-Leddihn
- Capítulo 4 – Armas nucleares: ¿proliferación o monopolio?, por Bertrand Lemennicier
- Capítulo 5 – ¿Es la democracia más pacífica que otras formas de gobierno?, por Gerard Radnitzky

Alternativas privadas a la defensa del Estado y la guerra
- Capítulo 6 – Mercenarios, guerrillas, milicias, y la defensa de estados mínimos y sociedades libres, por Joseph R. Stromberg
- Capítulo 7 – Corsarios y defensa nacional: Guerra naval para el beneficio privado, por Larry J. Sechrest
- Capítulo 8 – La voluntad de ser libre: El papel de la ideología en la defensa nacional, por Jeffrey Rogers Hummel
- Capítulo 9 – De la defensa nacional y la teoría de las externalidades, bienes públicos, y los clubes, por Walter Block
- Capítulo 10 – El gobierno y la producción privada de defensa, por Hans-Hermann Hoppe
- Capítulo 11 – La secesión y la producción de defensa, por Jörg Guido Hülsmann